# Бисер (село)
 Тази статия е за селото в Южна България.  Вижте също: Перла.
Бисер е село в Южна България. То се намира в община Харманли, област Хасково. Най доброто

## География
Село Бисер е разположено между градовете Харманли и Любимец. Край селото минава международният път Е-80, който свързва България с Гърция и Турция. Има около 500 къщи, населението е християнско.
Климатът е преходносредиземноморски, има нискодолинни излужени и алувиални почви.
Основно занимание е селското стопанство – отглеждат се домати, краставици, лозя, новосъздадени овощни градини – ябълки и праскови. Новите лозя са в процес на засаждане и се работи усилено. Има три кравеферми.
Природата е красива, представляваща гористи хълмове, които обграждат селото. Има разнообразие от диви животни, птици, между които и черни щъркели, насекоми. В реката може да се уловят поне пет вида риба. Тук, в една от недалечните местности – Сазлъка, вирее блатно кокиче (използвано за производство на нивалин и др. лекарства), което е включено в „Червената книга на България“ като застрашен от изчезване вид.
През средата на селото тече река Бисерска, която се влива в Марица. Мост свързва двете части на селото.
В селото живеят много млади хора, което се доказва с функциониращото ОУ „Христо Ботев“, както и детската градина. Селото разполага с жп спирка по линията Свиленград – Пловдив – София.
Със старо име Инджелии селото е в пределите на България от 1885 г., а през 1906 г. е преименувано с указ 462 от 21 декември. Някои автори свързват името на селото не само с точния превод на турската дума „inci“ – бисер, но и със с. Бисерча – място на действието в поемата „Изворът на Белоногата“ от П. Р. Славейков.
В околностите на с. Бисер има 12 непроучени могили, които свидетелстват за живот по тези места още от тракийската епоха. Много по-сигурни данни имаме за Средновековието и учените смятат, че тук е имало селище още от Х – ХІ век. За това свидетелства средновековен некропол, открит на мястото, където сега е площадът на селото. Погребенията са били християнски. Стари християнски погребения са открити и в землището на смятаните за турски махали в района около Чешмата на Гергана, местностите „Юрена“, „Елехча“ и турските гробища.
Центърът на предишното село е бил на около 300 м от сегашния. Писмени сведения за селото има от 1592 г. Около 1336 г. в селото за пръв път стъпват турци, а през 1372 г. селото е завладяно от турците. По това време голяма част от българските семейства се разселват по Сакар и Родопите. Когато турците разбират на 17 януари 1878 г., че руските войски наближават селото, избягват в Турция, като отнесли всичко, което може да се вземе. При бягството си разбитите войски на Сюлейман паша отвлекли добитъка и покъщината на населението. Селото е освободено от руските войски привечер на 19 януари 1878 г. Придошлите след това от околните села българи масово изкупували имотите на турците.
След Освобождението потомците на пръсналите се жители на селото се завръщат в с. Бисер, заселват се и преселници от други места. Първият род, който идва тук, е на Добри Василев от с. Рогозиново, а след това идват още 6 семейства от това село. През 1892 г. идват 16 семейства от с. Белица и с. Черна могила. До Балканската война турците, макар и живеещи зад граница са имали имоти тук.
Селото е опожарявано от турците три пъти, за последен път – през 1913 г., когато турците отново стигат до с. Бисер, и това е последното опожарено село в района. Било е по времето на жътва – турците струпали снопи в църквата и ги запалили. След този пожар оцеляват само 4 къщи, а хората се разбягали чак до Стара Загора.
Църквата в селото е построена през 1911 г. Пръв свещеник е Игнатий Василев. След него свещеник е синът му Василий. Големи стари родове в селото са Василевият, дядо Минковият, който идва от Панагюрище. Родът на Дядо Тоню Чолаков идва от с. Доситеево. Купува от един турчин къща и ниви. Една от нивите е в местността „Юреня” с чешма, по-късно са дарена на кметството. През 80-те години правнука на Дядо Тоню – Гено Чолаков хваща част от водите на чешмата и на 200 метра от старата построява нова хубава чешма с името „Чолакова чешма”. Недялковият и Лозевият род също са известни и големи родове. 
На Св. Богородица през август месец цялото село се е събирало в двора на църквата при карачите за традиционния курбан. Варил се е курбан в 4-5 казана. Попът го е освещавал и на всеки бива сипано за здраве. Тcй като хората от селото не са имали пари, са носели по две дини и жито, които после са се продавали на търг. В местността до Биволската чешма е правен молебен за дъжд и също курбан. Голям празник е бил Йорданов ден или Водица, както го наричат жителите тук. До реката хората отиват със т. нар. „хоругви” - знамена. Във водата се хвърля кръста и после мъжете се хвърлят да го вадят. На този ден всяко семейство си откупувал икона, а парите отивали за църквата. За Никулден също се прави курбан. Коледа тук се е празнувала на 7 януари, наричана е още Суха Коледа. Тогава хората задължително са ходели на църквата. Момците са се събирали да коледуват. Коледарите първо са ходели в къщата на кмета и попа. Селото се разделяло на две части, на т. нар. „два кола”, и коледарите са били на две групи с по един водач на всяка. Те обикаляли всяка къща и във всяка водачът на коледарите нарича за здраве, т. нар. „дова”, пеейки коледни песни. После е имало търг със събраните неща от коледуването, като парите са отивали за общи цели. Тази традиция с коледуването се спазва и до днес. 
Нова година или Сурва е празнувана в селото на 14 януари, а след Нова година са празнували и Сирници. На този ден се е връзвала бяла халва на тавана от най-възрастния в къщата и децата са се надпреварвали кое да я хапне. Това се е правело за берекет. На 11 май се е чествал празника на църквата. На този празник няколко служби са водени от Старозагорския владика. Панаира в селото както днес, така и в миналото се е правел на 24 май. На 23 май вечерта децата се събират и си правят фенери и с тях обикалят улиците на селото, за прогонване на лошото. Хоро се е играело на мегдана, където обикновено ставало харесването на булките и момците за женене. Булки обаче са си ги взимали както от селото, така и от близките села. 
Първото училище в селото било отворено през 1888 г. и първоначално в него се е преподавало на турски език. В сегашния си вид училището съществува от 1926 г., като на два пъти било пристроявано. 
Сегашната сграда на читалището е от 1964 г., като последното и пристрояване е от 1981-82 г. В с. Бисер са свирили известни музиканти като Иво Папазов - Ибряма, Недялка Керанова и др., а оттук са произлезли много лекари, поети, художници и скулптори. От селата в общината Бисер е с най-големи заслуги в областта на спорта. От тук има републикански шампиони по овчарски скок и 100 м бягане. В парка е изградена модерна осветена спортна площадка. 
В селото е развито тютюнопроизводството, зърнопроизводството, говедовъдството и овцевъдството. В землището на с. Бисер има находище на рядкото и изключително ценно медицинско растение – блатно кокиче. Водите на Бисерските чешми идват от прохладната пазва на земята. Създадени по идея на литературния кръжок в Бисер, със средствата и доброволен труд на селския съвет, предприятието за борба с ерозията и училище “Христо Ботев”, шестте чешми са не само кътчета за отмора, а и паметници на красотата,уроци по родолюбие. Първата чешма изниква в Момина равнина в 1971 година. Две години по-късно е възстановена Чолаковата чешма,” построена с иждивението на Теню Митевъ и сина му Геню на 6-й август 1912г.”. Скулптурната фигура, дело на народния художник Иван Фунев, краси Момина чешма. Каменното изворче, чиито води идват от скалата край Бисерска река, е оформен от Димитър Вълков. Обвеяна с легенди е Самодивската чешма – някога единствен извор за изчезнало през вековете село. Стадо каменни биволи са протегнали муцуни над коритата на най-новата чешма.
Природата около селото е запазена почти непокътната, което се доказва от голямото разнообразие на диви животни - бозайници, насекоми и птици - и дори понякога гнездящите черни щъркели и многото бели. На Юг, Запад и Север е обградено от високи и стръмни гористи хълмове, а на изток реката се спуска към Марица. 
На 6 февруари 2012 година става голямото наводнение на село Бисер след скъсване на язовирната стена на язовир Иваново, намиращ се до село Иваново (област Хасково). Вълна, висока над 3 м, залива село Бисер. Осем души загиват. Десетки къщи са разрушени.

## Културни и природни забележителности
В парка до реката се намира бюст на Петко Рачов Славейков, а в парка до църквата – паметник на Отец Паисий.
На ул. "Хаджи Димитър" №20 се намира къща-музей "Николай Дженкинс".
В самото начало на селото по главната улица е къмпингът "Сакар Хилс", посещаван предимно от пътуващи чужденци с каравани, велосипеди и др. 

## Редовни събития
- Атрактивно редовно събитие е обичаят Коледуване – младите коледари посещават с песни и дува всяка къща. Всеки се е постарал да приготви колак или пита, която дарява на коледарите, както и царевични пуканки, сушени плодове, орехи, бадеми. На следващия ден навръх Коледа, се прави наддаване за събраните от дарения колаци, питки и т.н., като получената сума се дарява за предварително избрана кауза.
- На Богоявление има много кандидати за спасяване на кръста в река Бисерска, чества се всяка година.
- Всяка година се празнува Бабинден. Представя се обичаят с бебе, като в него участва най-малкото бебе от селото.
- Всяка година се отбелязва празника Сирници – маскирани деца се явяват на конкурс и журито избира „най-страшния“, след което насред площада се пали голям огън, около който се вие хоро – местните музиканти свирят с акордеон и тъпан, акомпанирайки на народните певици. Децата правят и хамкане: с вързани отзад ръце се опитват да гризнат ябълка.
- Отбелязването на празника Трифон Зарезан е ежегодно.
- Ежегодно се отбелязва и Тодоровден, когато на стадион „Герганин извор“ се прави кушия, която завършва с награди за участниците победители.
- Ежегодно се отбелязва и празникът Лазаровден. Облечени в носии момичета лазарки посещават всеки дом с песни.
- На Великден през последните години се прави Великденски базар. Всеки който може и желае изготвя собственоръчно празнични изделия – храна и сувенири.
- Бисерски панаир събира на 24 май всяка година хора отблизо и далече – Харманли, Хасково, Димитровград, Пловдив, Стара Загора, София, Варна, Бургас – живели в детството си на село и после разпръснати по големите градове. Поколения се събират „в бащините къщи“.
- На паркинга на международния път Е-80 ежегодно през летния сезон работи басейна "Гергагин извор".